# 80er
Portal Geschichte | Portal Biografien | Aktuelle Ereignisse | Jahreskalender | Tagesartikel

◄ |
1. Jh. v. Chr. |
1. Jahrhundert
| 2. Jh. | ►

◄ |
50er |
60er |
70er |
80er
| 90er | 100er | 110er | ►

80 |
81 |
82 |
83 |
84 |
85 |
86 |
87 |
88 |
89

## Ereignisse

### Römisches Reich
- 80: Brand in Rom. Betroffen sind das Kapitol und das Marsfeld.
- 83/84: Schlacht am Mons Graupius, die römische Herrschaft dehnt sich bis Schottland aus.
- 84: Kaiser Domitian lässt einen römischen Befestigungswall, den Obergermanisch-Raetischen Limes, gegen die Germanen bauen.
- 89: Colonia Claudia Ara Agrippinensium (Köln) wird Hauptstadt der römischen Provinz Germania Inferior. Bau des Eifelaquäduktes, um die Stadt mit Wasser zu versorgen.